# ساونی
ساونی (به انگلیسی: Sawni) یک منطقهٔ مسکونی در پاکستان است که در خیبر پختونخوا واقع شده‌است.